# West Side Highway (Manhattan)

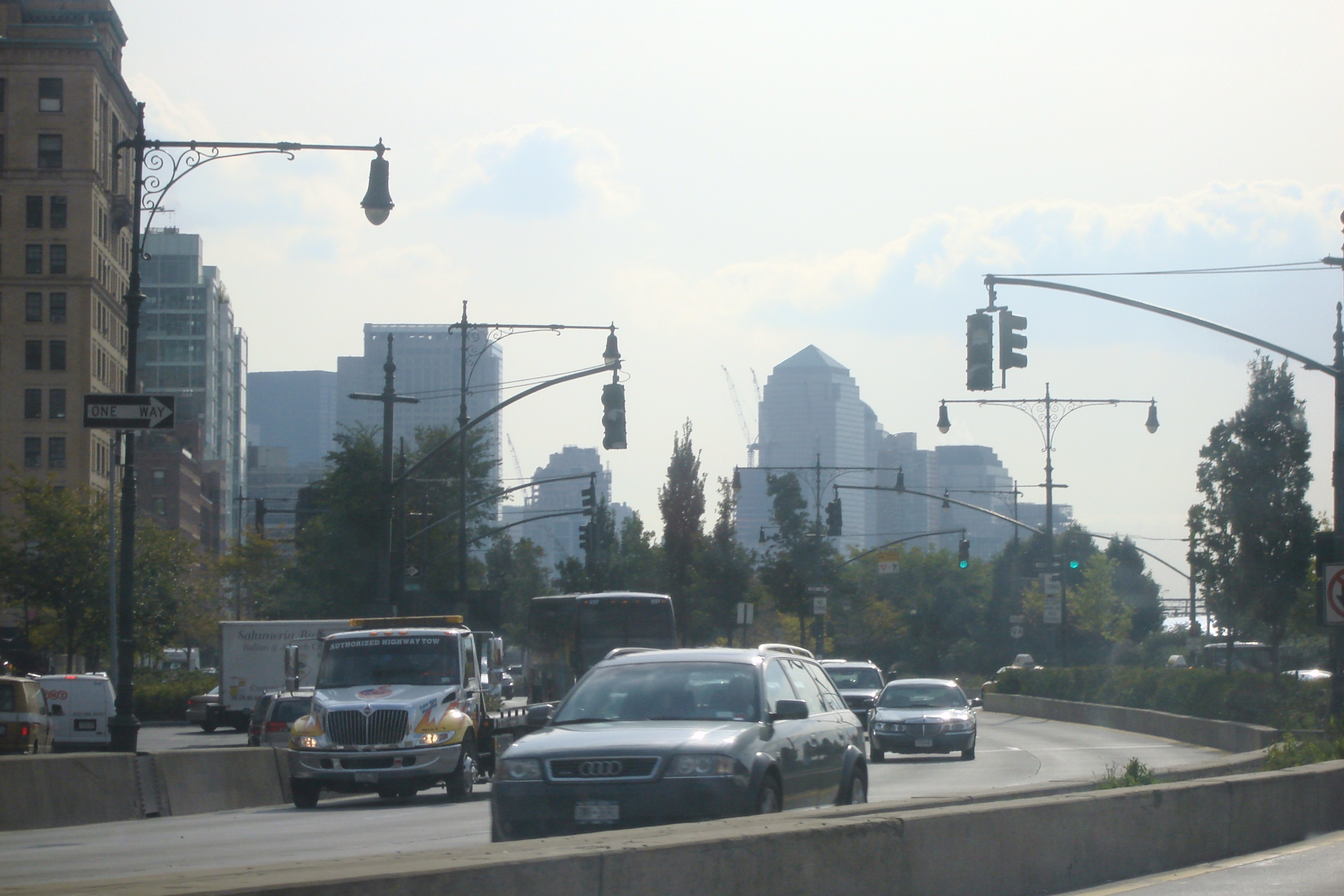
West Side Highway, Meatpacking District, 2007

De West Side Highway, officiële benaming Joe DiMaggio Highway, is een 36 km lange boulevard langs de westkant van Manhattan in de Amerikaanse stad New York. Het 8 km lange traject tussen Battery Park City en Chelsea draagt de naam West Street. 
Het huidige tracé dient als expressweg langs de oostelijke oever van de Hudson. De weg ligt op de New York State Route 9A en gaat in de buurt van de wijk Hell's Kitchen richting The Bronx over in de Henry Hudson Parkway, een viaduct. Beide straatnamen worden abusief ook wel als geheel beschouwd.
De weg is een gedeeltelijke ringweg die Lower, Midtown en Upper Manhattan met elkaar verbindt. De West Side Highway kwam in de plaats van de West Side Elevated Highway, die niet bestand was tegen het alsmaar evoluerende mobiliteitsbeeld van de jaren 60 en 70, slecht onderhouden werd en bijgevolg deels instortte nabij het industriële Meatpacking District.
Het laatste deel van de verhoogde snelweg werd ontmanteld in 1989 en het nieuwe tracé met 26 kruispunten en vier voetgangersbruggen van TriBeCa tot Battery Park City werd in gebruik genomen in het voorjaar van 2001. De West Side Highway heeft in het zuiden aansluiting op de Franklin D. Roosevelt East River Drive door ondertunneling ter hoogte van The Battery. 

## Geschiedenis

### West Side Elevated Highway

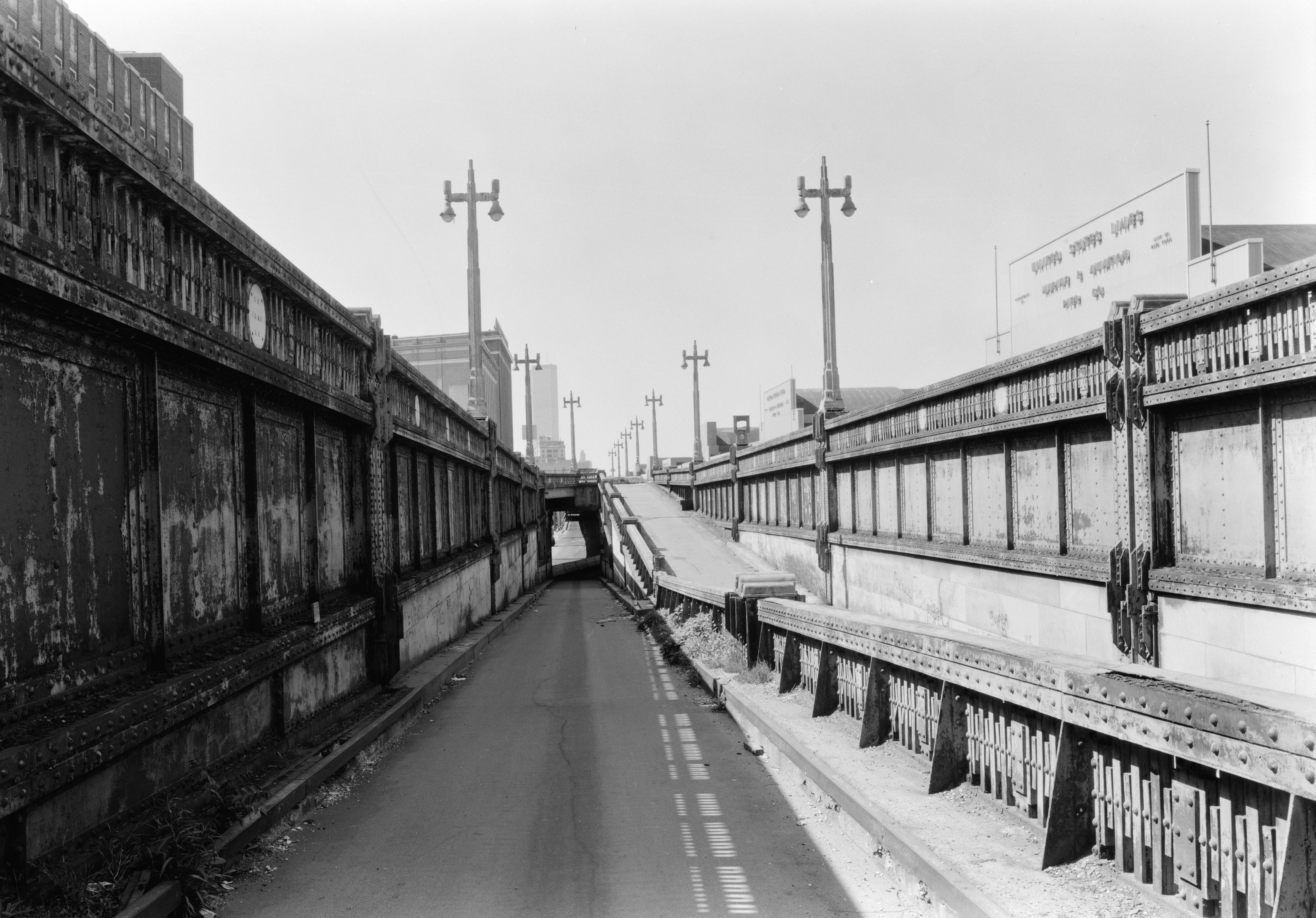
Een desolate West Side Elevated Highway, 1974; het World Trade Center is heel ver op de achtergrond tussen twee lampposten te zien

Tussen 1930 en 1973 was de verbinding tussen de westelijke districten van Manhattan een langgerekt viaduct van 6,1 meter hoog en 20 m breed, met de nabije omgeving van Riverside Park als ader. Het was een autosnelweg die eindigde bij de Brooklyn-Battery Tunnel en die van 1929 tot 1951 gebouwd werd. De aanleg van de snelweg kreeg echter veel oppositie. Zo was de Port Authority of New York and New Jersey tegen het project omdat het als havenbedrijf de voorkeur wou geven aan "meer toekomstgerichte distributie van goederentransport per schip en per trein". Zowel het stadsbestuur als het spoorwegenbedrijf New York Central Railroad moedigde de bouw van de snelweg aan, met behoud of verplaatsing van bestaande spoorlijnen; op die manier kon men het verkeer ontlasten. 

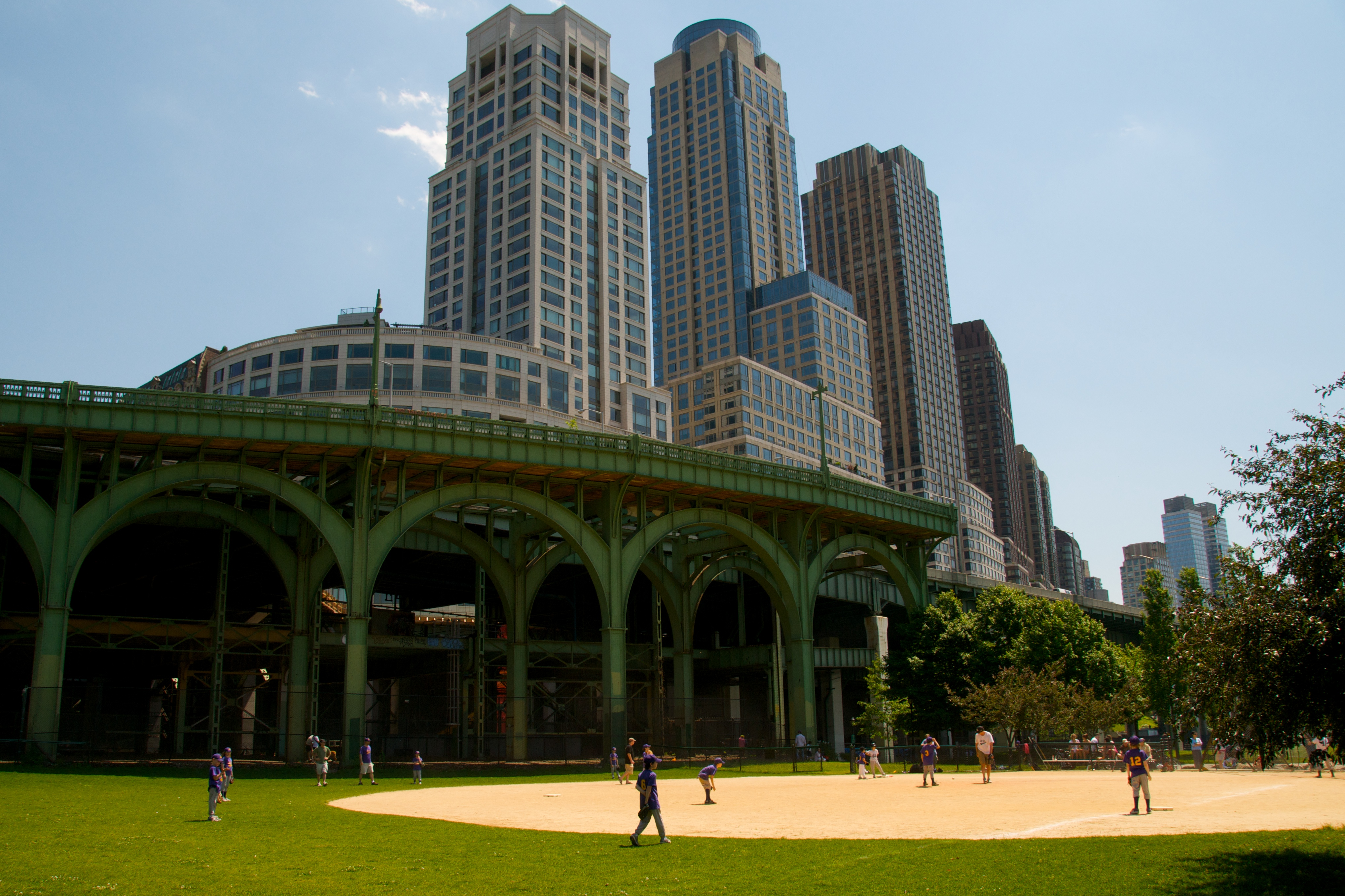
Laatste verhoogde gedeelte van de vroegere West Side Elevated Highway in Riverside Park

Vooraleer de snelweg er kwam, was de noord-zuidverbinding in het westen van Manhattan namelijk een dodelijke verkeersas die bekend stond als "Death Avenue". Treinen, die spoorden op de West Side Line, en auto's zorgden voor honderden zware verkeersongelukken. Volgens toenmalig stadsdeelvoorzitter Julius Miller moest spoedig een oplossing komen voor de verkeerscongestie die gevaarlijke situaties creëerde. Die oplossing kwam er in de vorm van de West Side Elevated Highway, een verhoogde snelweg tussen 72nd Street in de Upper West Side en Canal Street in de wijk TriBeCa. In de jaren 40 werd een wetsvoorstel onderschreven voor een expansie tot de Brooklyn-Battery Tunnel, die verbinding met Brooklyn voorzag. De maximale snelheid op de snelweg bedroeg 48 km/u. 
De West Side Elevated Highway werd echter slecht of amper onderhouden, waardoor de constructie van staal en beton al snel aftakelde. Dit was de aanleiding voor een zwaar verkeersongeval op 15 december 1973, waarbij een vrachtwagen en een auto door het plots instortende wegdek vielen in de buurt van het Meatpacking District. Na dit ongeluk was de snelweg ontoegankelijk voor alle verkeer en vervolgens door loochening in bouwvallige staat, waardoor afbraak zich aandiende. De snelweg werd afgebroken tussen 1977 en 1989 - met uitzondering van een segment in het zuiden van Riverside Park, waarnaast nu een hondenlosloopgebied is gelegen. Het segment van de voormalige snelweg is inmiddels in verval, maar staat er anno 2023 nog steeds (40° 46′ 53″ NB, 73° 59′ 16″ WL).

### "Westway"-plan en Riverside South
In 1971, twee jaar voor de instorting van het wegdek in het Meatpacking District, werd voorgesteld om de verhoogde snelweg - die toen al niet meer voldeed aan de eisen van de mobiliteit - te herbouwen als een Interstate highway (route 478). Men riep op tot de aanleg van een snelweg boven het water langs de grotendeels verlaten pieren van de Hudson en de toevoeging van betonnen platforms tussen de schutting voor parken en appartementen. Het definitieve plan was een idee van de New Yorkse gouverneur Nelson Rockefeller, maar burgemeester John Lindsay was eerder geneigd naar de bouw van een snelweg met twee keer drie rijstroken op 220 hectare ten zuiden van 40th Street en dit keer op land in plaats van op een verhoogd platform. Het project werd in 1974 omgedoopt tot "Westway".
Hugh Carey, die gouverneur zou worden, en Ed Koch, die burgemeester zou worden, voerden beiden campagne tegen het plan en stelden dat het een verspilling van overheidsgelden zou zijn en een meevaller voor privéontwikkelaars. Nadat de twee waren verkozen, steunden ze echter het plan. In 1981 bereikten het United States Department of Transportation onder president Ronald Reagan en ingenieurs van het United States Army Corps of Engineers een akkoord over de constructie van de snelweg. Het prijskaartje bedroeg $ 2,1 miljard. De bouw van de snelweg werd opgehouden door een arrondissementsrechtbank in 1982 en drie jaar later, op 30 september 1985, gaf de stad officieel de voltooiing van het project op en reserveerde $ 811 miljoen voor het "West Side Highway Replacement Project".
Het afgeschreven "Westway"-project kostte meer dan $ 4 miljard, maar rechter Thomas P. Griesa stelde vast dat "Westway"-aanhangers hadden samengespannen om wetenschappelijke bewijzen te verdoezelen die schadelijk waren voor het project en die valse verklaringen hadden afgelegd. In 1984 werd een rapport van 119 pagina's uitgegeven door een onderzoekscommissie.
Voorts werd een project opgestart door planoloog Robert Moses om de wijk Upper West Side te revitaliseren, met name in het zuiden bij 72nd Street. In die zone stond echter nog een gedeelte van de West Side Elevated Highway overeind; tot op heden staat dit verhoogde wegdek er dus nog steeds. Men wist niet wat met het overgebleven stuk aan te vangen. Een bepaalde versie van "Westway" zou de verlaten snelweg naar de George Washington Bridge hebben voortgezet waardoor het verhoogde gedeelte tussen de 59th en 72nd Street, evenals de Henry Hudson Parkway, geëlimineerd werd. Die optie werd afgewezen vanwege de kosten en omdat het strijdig zou zijn met een amendement dat elke aanleg van snelwegen verbood die Riverside Park zouden hertekenen. 
Donald Trump was voorstander van het ontwikkelingsproject in de wijk Riverside en greep Moses' plan aan om een eigen plan uit te werken. Trumps plan - "Trump City" genaamd - bestond voornamelijk uit residenties en appartementen, maar werd afgewezen. 
Maatschappelijke organisaties die zich verzetten tegen "Trump City" stelden een plan voor om de snelweg te verplaatsen in combinatie met een kleinschaligere ontwikkeling en een zuidelijke uitbreiding van Riverside Park. Trump ging uiteindelijk akkoord met dit plan, tegenwoordig een wijk bekend als Riverside South. Na de goedkeuring van de stad in 1992 bouwde men het nieuwe appartementencomplex.
Als onderdeel van de overeenkomst ging men in de jaren 90 reeds over tot de planning voor een "verplaatste" snelweg. Het verplaatsen van het verhoogde deel van de snelweg werd echter een politieke rompslomp, terwijl men ook Trumps project van $ 70 miljoen uitvoerde om het viaduct te verbreden en te versterken. In 2005 verkochten partners van Trump het project aan The Carlyle Group en Extell Development Company. In juni 2006 begon de nieuwe ontwikkelaar de bouw van een tunnel tussen de 61st en 65th Street voor de verhuisde snelweg.

### Nieuwe plannen en huidige West Side Highway

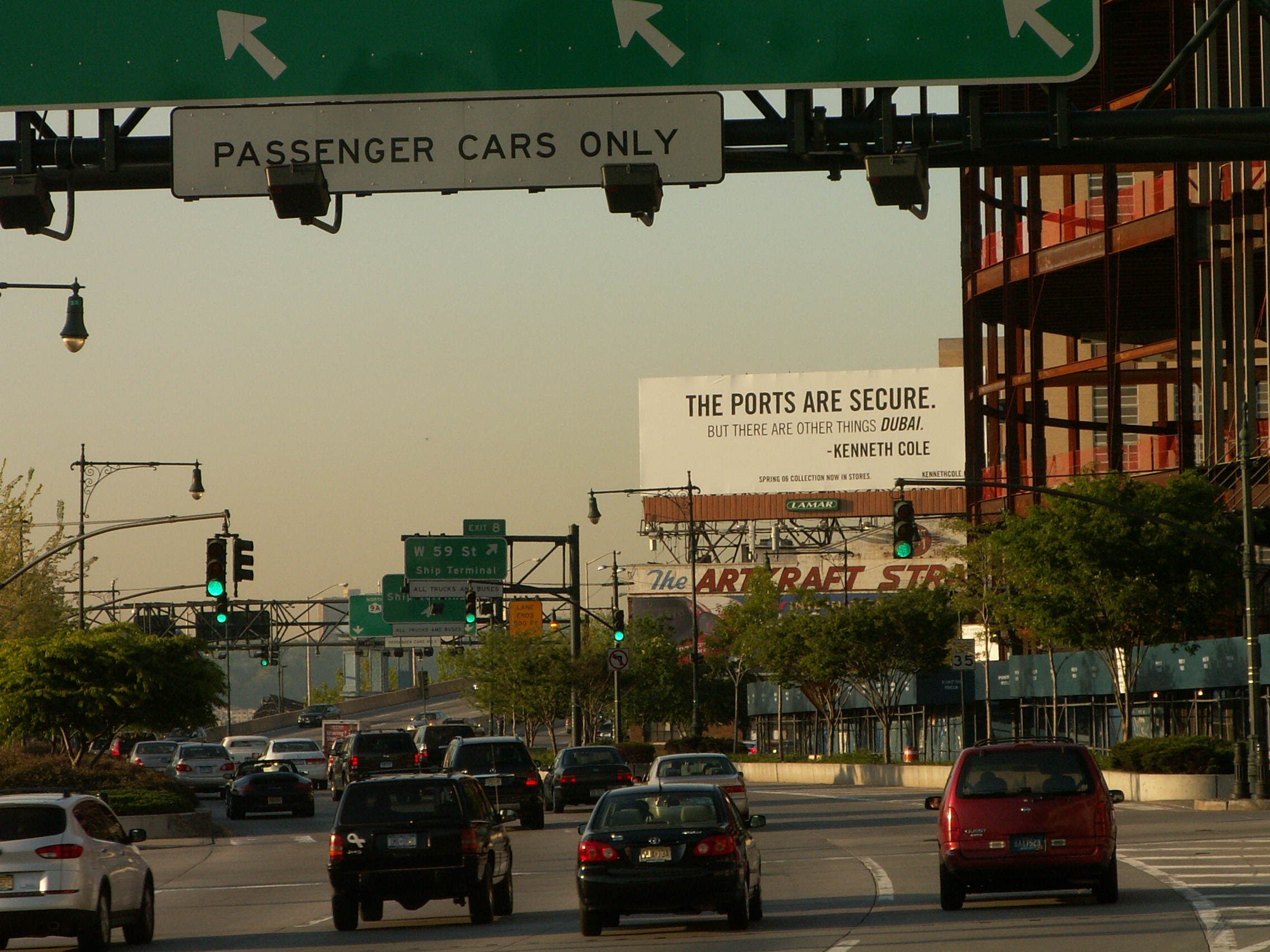
West Side Highway nabij de wijk Hell's Kitchen

De periode tussen de ineenstorting van 1973 en de ondergang van "Westway" in 1985 was een chaotische periode voor autobestuurders, vooral toen de oorspronkelijke verhoogde snelweg in 1989 was afgebroken en het verkeer tijdelijk werd omgeleid. Na het einde van het Westway-project waren er debatten over wat te doen met de rest van de snelweg. Vanaf september 1986 waren er vier alternatieven; drie opties met een wisselend aantal rijstroken en kwaliteit van de rijbaan, en een optie met hellingvrije opritten over drukke kruispunten.
Een commissie werd opgericht om de alternatieven te bespreken. Uiteindelijk zou het een verhoogde snelweg worden ten noorden van 49th Street; een gelijkvloerse rijbaan tussen 44th en 25th Street, met inbegrip van een noordelijke weg van 32nd naar 42nd Street; een tunnel onder een park tussen 20th en 25th Street; een boulevard tussen 20th en Houston Streets; een boulevard met twee keer drie rijstroken en verhoogde oprit tussen Houston- en Harrison Street, en een boulevard met twee keer vier rijstroken door Battery Park City. Het nieuwe tracé zou 26 verkeerslichten tellen. Dit voorstel werd aangevallen door organisaties voor massavervoer, milieugroepen en verkozen ambtenaren.

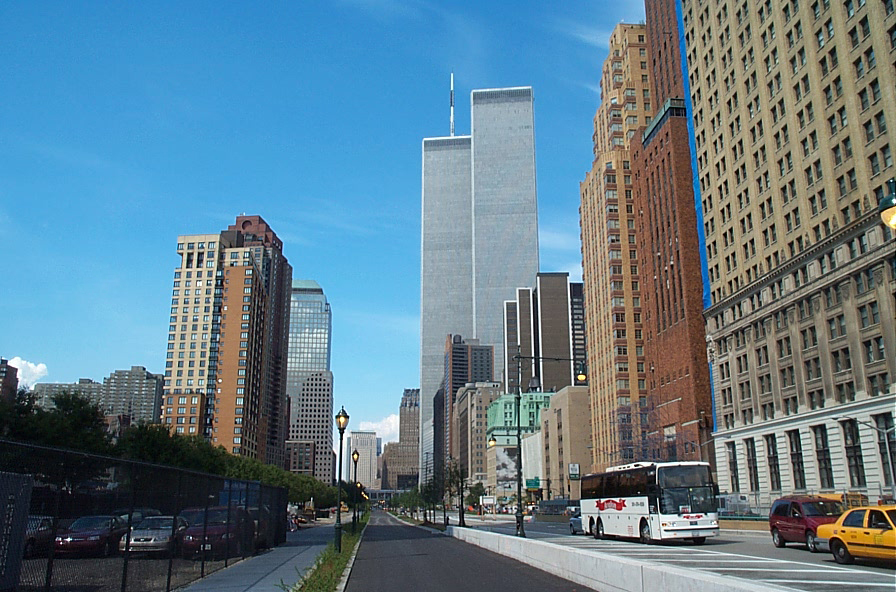
West Side Highway en het World Trade Center, juli 2001

In januari 1987 stemde de commissie unaniem in met de aanleg van de snelweg als een boulevard met mediabeweging en decoratieve lichtposten in de vorm van een reguliere autoweg. Er zou 24 hectare parkruimte ter waarde van $ 100 miljoen vrijkomen aan de westelijke kant van de snelweg, wat door gouverneur Mario Cuomo bekritiseerd werd als zijnde te duur. Naderhand waren er enkele vertragingen die werden veroorzaakt door de terughoudendheid van Cuomo om prioriteit te geven aan het project. Tussendoor gebruikten krakers de verlaten snelweg op 72nd Street. Een van de eerste opties die in 1989 werden afgewezen, was de aanleg van een boulevard op een stortplaats, wat naast corruptie de reden was voor annulering van "Westway". Er waren ook voorstellen voor ontwikkeling naast de toekomstige boulevard. 
De bouw van de West Side Highway, officieel Joe DiMaggio Highway - naar honkballegende Joe DiMaggio - nam een aanvang in 1996. Het eerste deel van de weg - tussen Clarkson en Horatio Street in de wijk Greenwich Village - werd in 1998 voltooid.
De weg tussen The Battery en 59th Street was klaar in augustus 2001. Bij de aanslagen op 11 september 2001 werd de boulevard te Battery Park City verwoest na de instorting van het World Trade Center. Voorafgaandelijk was het wegdek aldaar van regulier asfalt, maar de straat werd hersteld met asfaltbeton. De weg laat vrachtwagens toe, dit in tegenstelling tot het viaduct. Met de noordelijke Henry Hudson Parkway vormt de boulevard een 36 km lange route die parallel loopt met de Hudson, alvorens landinwaarts te trekken en bij Van Cortlandt Park de naam Saw Mill River Parkway te dragen, een snelweg die ± 50 km verderop doorgaat als Interstate 684 bij een half trompetknooppunt in de Westchester County.